# 5934 Mats
Az 5934 Mats (ideiglenes jelöléssel 1976 SJ) a Naprendszer kisbolygóövében található aszteroida. Claes-Ingvar Lagerkvist,  H. Rickman fedezte fel 1976. szeptember 20-án.